# Samar (ilha)

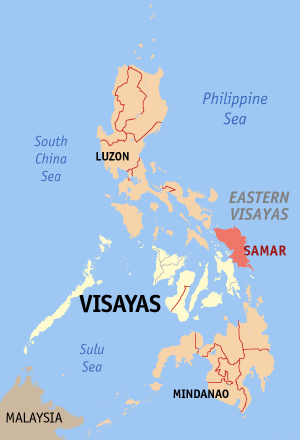
Samar nas Ilhas Filipinas

Samar é uma ilha no arquipélago das Visayas, região que forma a parte central das Filipinas, entre as ilhas de Luzon e Mindanao. A mais oriental destas ilhas, ela é separada da Ilha de Leyte pelo estreito de San Juanico, cujo ponto mais estreito tem apenas 2 km de largura, local que é cruzado pela Ponte de San Juanico, a maior ponte do país.
Samar situa-se a sudeste da península de Bicol em Luzon, a maior ilha das Filipinas, e é separada dela pelo Estreito de San Bernardino. A sul está o golfo de Leyte, local da Batalha do Golfo de Leyte durante a Segunda Guerra Mundial, uma das maiores batalhas navais da história.
A ilha de Samar está dividida em três províncias: Samar, Samar Norte, e Samar Oriental.
A província de Samar, antes chamada de Samar Ocidental, cobre a região oeste da ilha, além de diversas ilhas menores no Mar de Samar. A província faz limite ao norte com Samar Norte e ao leste com Samar Oriental. Ela é ligada a ilha vizinha de Leyte pela Ponte de San Juanico, a maior ponte das Filipinas como 2 km de extensão, que cruza o Estreito de San Juanico. Ao sul da província encontra-se o Golfo de Leyte.
Samar Norte fica na região norte da ilha de Samar e faz limite com as outras duas províncias, Samar e Samar Oriental. Sua capital é Catarman. A leste da província estende-se o mar das Filipinas e a oeste o mar de Samar.
Samar Oriental fica na região leste da ilha e tem Borongan como capital. Ao norte ela faz limite com a província de Samar Norte e a leste com Samar. Sua costa leste é banhada pelo Mar das Filipinas e seu lado sul pelo golfo de Leyte.